# Benoît Vaugrenard
Benoît Vaugrenard (Vannes, 5 de gener de 1982) és un ciclista francès, professional des del 2003. Sempre ha corregut a les files de l'equip FDJ.
Bon contrarellotgista, en el seu palmarès destaca el triomf al campionat de França de contrarellotge de 2007 i el Tour de Poitou-Charentes de 2008.

## Palmarès
- 2000
  - 1r a la Route de l'Avenir
- 2007
  -  Campió de França de contrarellotge
  - 1r a la Polynormande
- 2008
  - 1r al Tour de Poitou-Charentes i vencedor d'una etapa
  - Vencedor d'una etapa del Tour del Llemosí
- 2009
  - 1r al Gran Premi d'Isbergues
- 2010
  - Vencedor d'una etapa de la Volta a l'Algarve
  - Vencedor d'una etapa dels Quatre dies de Dunkerque

### Resultats al Tour de França
- 2006. 87è de la classificació general
- 2007. 83è de la classificació general
- 2008. 82è de la classificació general
- 2009. 142è de la classificació general
- 2015. 113è de la classificació general

### Resultats al Giro d'Itàlia
- 2004. 136è de la classificació general
- 2016. 91è de la classificació general
- 2017. 103è de la classificació general

### Resultats a la Volta a Espanya
- 2005. 126è de la classificació general